# Isteni Ige Társasága
Az Isteni Ige Társasága (latinul Societas Verbini Divini, rövidítve SVD), ismertebb nevén a verbita rend Szent Arnold Janssen által 1875-ben alapított római katolikus szerzetesrend.

## Története és céljai

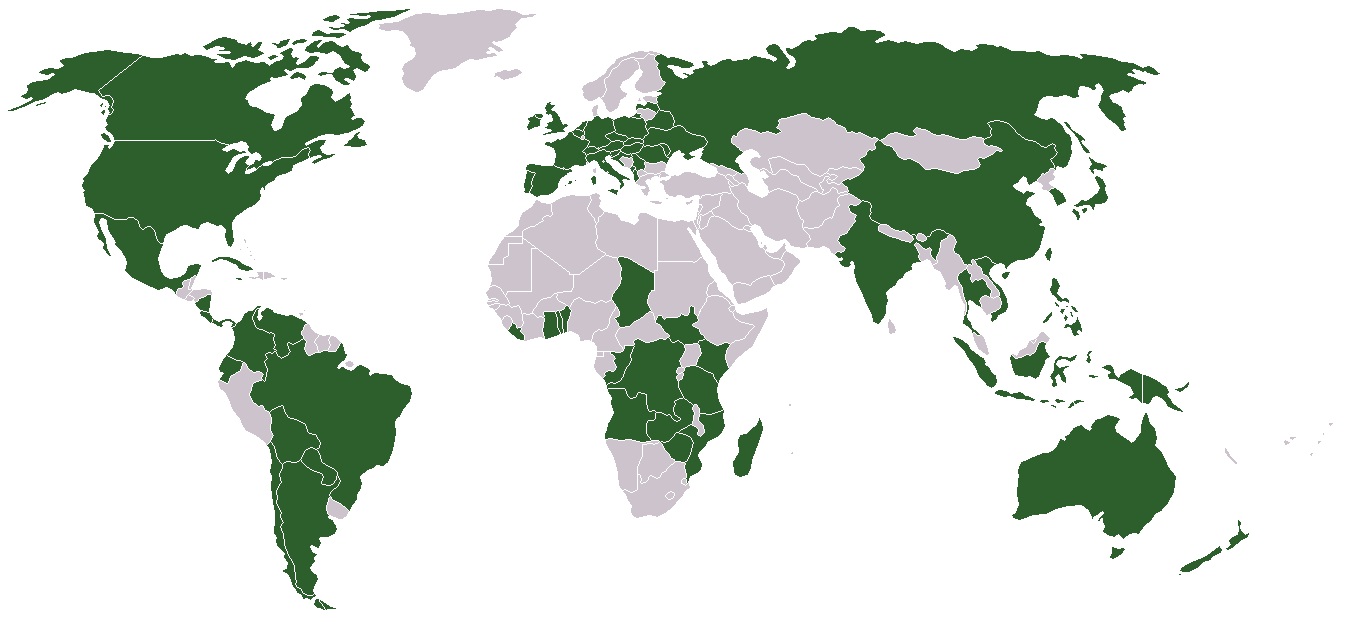
A rend missziós helyei 2006-ban

Az Isteni Ige Társasága szerzetesrendet Szent Arnold Janssen német származású pap alapította a hollandiai Steylben 1875. szeptember 8-án. A rend elsődleges célja a külföldi misszió. 
A közösség 1875-ös alapítása után a taglétszám gyors növekedése lehetővé tette, hogy már  1879-ben kiküldhetett két hithirdetőt Kínába. A verbita missziós szerzetesek tagjait a hármas szerzetesi fogadalom fűzi össze, melyben papok és testvérek egyaránt élnek és dolgoznak, melyben mindenkinek hirdetik a Szeretet Istenének Országát. Az Isteni Ige Társasága jelenleg a világ egyik legnagyobb missziós szerzetesrendje, melynek létszáma 2008. január 1-én 6130 fő volt. A verbiták mind az öt világrészen működnek: Európában 22, Amerikában 15, Ázsiában 10, Óceániában 4 és Afrikában 11 országban. A rend sajátos stílusa, hogy egy-egy közösségben több nemzetből származó szerzetes található.

## A rend Magyarországon

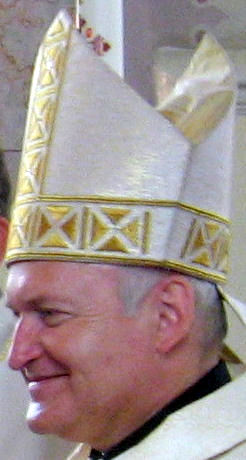
Dr. Német László nagybecskereki püspök, a magyar verbita rendtartomány tagja

Magyarországon a rend az 1920-as években jelent meg. Először Máriakéménden telepedtek le, majd 1924-ben Budatétényben nyitottak missziósházat. 1929-ben telepedtek le Kőszegen. 1950-ben a magyar rendtartománynak 32 tagja volt. A magyar rendtartomány első misszionáriusait 1934-ben küldte a missziókba: két papot Kínába és egy testvért Argentínába. 1989 előtt 23 magyar verbita működött különböző országokban, Argentínában, Brazíliában, Paraguayban, az Amerikai Egyesült Államokban és Kanadában, a Fülöp-szigeteken, Indonéziában, Új-Guineában, Japánban, Tajvanban és a Kongói Demokratikus Köztársaságban. 2015-ben a magyar rendtartománynak 31 tagja volt, közöttük Német László nagybecskereki püspök. Abban az évben öt verbita szerzetes szolgált külföldi misszióban.